# موراي بارنز
موراي بارنز (بالإنجليزية: Murray Barnes)‏ (16 يناير 1954 بسيدني في أستراليا - 31 ديسمبر 2011) هو لاعب كرة قدم أسترالي في مركز الوسط. شارك مع منتخب أستراليا الوطني لكرة القدم تحت 23 سنة ومنتخب أستراليا لكرة القدم. أما مع النوادي، فقد لعب مع ليدز يونايتد وهاكواه سيدني سيتي إيست ‏.

## وصلات خارجية
- موراي بارنز على موقع قاعدة بيانات كرة القدم.إي يو (الإنجليزية)
- موراي بارنز على موقع ناشيونال فوتبول تيمز (الإنجليزية)